# کرایسلر سانبیم
کرایسلر سانبیم (Chrysler Sunbeam) نام یک اتومبیل ساخت شرکت کرایسلر است که در سال‌های ۱۹۷۷ تا ۱۹۸۱ تولید شده‌است. طراحی آن خودروهای موتور جلو-محور عقب بوده طول آن در حالت طبیعی ۳٬۸۲۹ میلیمتر (۱۵۰٫۷ اینچ)، عرض آن در حالت طبیعی ۱٬۶۰۳ میلیمتر (۶۳٫۱ اینچ)، ارتفاع آن در حالت طبیعی ۱٬۳۹۵ میلیمتر (۵۴٫۹ اینچ) و وزن آن در حالت طبیعی ۱٬۲۶۰ کیلوگرم (۲٬۷۸۰ پوند) است. سیستم جعبه‌دندهٔ آن به صورت دستی است.